# Nederlandse kampioenschappen schaatsen afstanden 2023 - 3000 meter vrouwen
De 3000 meter vrouwen op de Nederlandse kampioenschappen schaatsen afstanden 2023 werd gehouden op zaterdag 4 februari 2023 in Thialf in Heerenveen. Er reden 16 deelneemsters mee.
Titelverdedigster was Irene Schouten, die de titel pakte tijdens de Nederlandse kampioenschappen schaatsen afstanden 2022. Schouten werd echter verslagen door Antoinette Rijpma-de Jong en ook Joy Beune was sneller. Doordat ze ploeggenote Marijke Groenewoud nipt voor bleef kon de Olympisch kampioene wel naar het wereldkampioenschap.

## Uitslag
| #      | Schaatsster               | Tijd       |
| ------ | ------------------------- | ---------- |
| Goud   | Antoinette Rijpma-de Jong | 3.58,48    |
| Zilver | Joy Beune                 | 3.58,65    |
| Brons  | Irene Schouten            | 4.02,83    |
| 4      | Marijke Groenewoud        | 4.02,86    |
| 5      | Sanne in 't Hof           | 4.03,53    |
| 6      | Reina Anema               | 4.06,54    |
| 7      | Robin Groot               | 4.06,69    |
| 8      | Elisa Dul                 | 4.08,61    |
| 9      | Merel Conijn              | 4.08,83    |
| 10     | Maaike Verweij            | 4.11,11    |
| 11     | Paulien Verhaar           | 4.11,75 pr |
| 12     | Eline Jansen              | 4.12,60 pr |
| 13     | Aveline Hijlkema          | 4.12,75    |
| 14     | Eline van Voorden         | 4.14,19 pr |
| 15     | Esther Kiel               | 4.15,12    |
| 16     | Myrthe de Boer            | 4.15,23    |

1987 · 
1988 · 
1989 · 
1990 · 
1991 · 
1992 · 
1993 · 
1994 · 
1995 · 
1996 · 
1997 · 
1998 · 
1999 · 
2000 · 
2001 · 
2002 · 
2003 · 
2004 · 
2005 · 
2006 · 
2007 · 
2008 · 
2009 · 
2010 · 
2011 · 
2012 · 
2013 · 
2014 · 
2015 · 
2016 · 
2017 · 
2018 · 
2019 · 
2020 · 
2021 · 
2022 · 
2023 · 
2024 · 
2025